# تيم سيمبسون (لاعب كرة قدم أمريكية)
تيم سيمبسون (بالإنجليزية: Tim Simpson)‏ هو لاعب كرة قدم أمريكية أمريكي، ولد في 5 مارس 1969 في بيوريا في الولايات المتحدة.

## وصلات خارجية
- تيم سيمبسون على موقع مرجع كرة القدم المحترفة.كوم (الإنجليزية)
- تيم سيمبسون على موقع JustSportsStats.com (الإنجليزية)